# صاف‌بالان
صاف‌بالان (نام علمی: Megapodagrionidae) نام یک تیره از زیرراسته سنجاقک است.